# Yannick Pandor
Pour les articles homonymes, voir Pandor.
Yannick Pandor, né le 1er mai 2001 à Marseille en France, est un footballeur international comorien qui joue au poste de gardien de but aux Francs-Borains, en prêt du RC Lens.

## Biographie

### Carrière en club

#### Formation
Né à Marseille, Yannick Pandor est passé par l’Olympique de Marseille et le SC Air Bel, avant de rejoindre le RC Lens en 2018, où il joue d'abord avec l'équipe reserve,.

#### Débuts chez les professionnels
Le 27 juin 2022, il signe son premier contrat professionnel au sein du club artésien. Il est désigné alors comme gardien numéro 4 du club derrière Brice Samba, Wuilker Faríñez et Jean-Louis Leca. À la suite de la blessure du gardien vénézuélien, il monte au poste de n°3 dans la hiérarchie. 
Le 29 juillet 2024, il se voit prêté au sein du club voisin de l'US Boulogne en National 1 afin de gagner du temps de jeu. Le 16 août il dispute son premier match avec l'USBCO lors de la première journée du championnat face à la Berrichonne de Châteauroux (victoire 0-1).

### Carrière en sélection
Yannick Pandor honore sa première sélection avec l'équipe nationale des Comores le 25 mars 2022, titulaire lors d'un match amical contre l'Éthiopie. Son équipe s'impose sur le score de 2-1. Le 17 juin 2023, lors de la 5e journée des éliminatoires de la CAN 2023, il a été aligné en tant que titulaire face au Lesotho. Grâce à ses interventions décisives, il a contribué à la victoire de son équipe, sur le score de 1-0.